# Tiếng Anh cổ
Tiếng Anh cổ (Ænglisc, Anglisc, Englisc) hay tiếng Anglo-Saxon là dạng cổ nhất của tiếng Anh, từng được nói tại Anh, nam và đông Scotland vào thời sơ kỳ Trung Cổ. Nó được mang đến đảo Anh bởi người Anglo-Saxon có lẽ vào giữa thế kỷ 5, và những tác phẩm văn học tiếng Anh cổ đầu tiên có niên đại vào giữa thế kỷ 7. Sau cuộc xâm lược của người Norman năm 1066, tiếng Anh bị thay thế, trong một thời gian, như ngôn ngữ của giới thượng lưu bởi tiếng Anglo-Norman, một ngôn ngữ gần gũi với tiếng Pháp. Trong khi đó, tiếng Anh tiếp tục phát triển thành dạng tiếp theo, gọi là tiếng Anh trung đại.
Tiếng Anh cổ phát triển từ một tập hợp các phương ngữ Anglo-Frisia hay German biển Bắc từng được nói bởi các tộc người German thường gọi là người Angle, người Saxon, và người Jute. Do người Anglo-Saxon dần thống trị Anh, ngôn ngữ của họ cũng dần thay thế các ngôn ngữ của Anh thuộc La Mã: tiếng Britton chung (một ngôn ngữ Celt, tiền thân của tiếng Wales), và tiếng Latinh (được mang đến bởi người La Mã). Tiếng Anh cổ có bốn phương ngữ chính, tương ứng với bốn vương quốc Anglo-Saxon: Mercia, Northumbria, Kent và Tây Saxon. Phương ngữ Tây Saxon là cơ sở cho dạng chuẩn văn học của tiếng Anh cổ thời kỳ sau, dù các dạng chính của tiếng Anh trung đại và hiện đại phát triển chủ yếu từ phương ngữ Mercia. Giọng nói tại phần đông và bắc Anh chịu ảnh hưởng nặng từ tiếng Bắc Âu cổ do sự cai trị của người Scandinavia bắt đầu từ thế kỷ thứ 9.
Dưới đây là văn bản Kinh Lạy Cha trong phương ngữ văn học West Saxon đã chuẩn hóa, với dấu macron để biểu thị nguyên âm dài:
| Dòng | Nguyên bản                                                    | IPA                                                                         | Bản dịch tiếng Anh hiện đại                                                             |
| ---- | ------------------------------------------------------------- | --------------------------------------------------------------------------- | --------------------------------------------------------------------------------------- |
| [1]  | Fæder ūre þū þe eart on heofonum,                             | /ˈfæ.der ˈuː.re θuː θe æɑrt on ˈheo.vo.num/                                 | Father of ours, thou who art in heavens,                                                |
| [2]  | Sī þīn nama ġehālgod.                                         | /siː θiːn ˈnɑ.mɑ je.ˈhɑɫ.ɡod/                                               | Be thy name hallowed.                                                                   |
| [3]  | Tōbecume þīn rīċe,                                            | /toː.be.ˈku.me θiːn ˈriːt͡ʃe/                                                | Come thy riche (kingdom),                                                               |
| [4]  | ġewurþe þīn willa, on eorðan swā swā on heofonum.             | /je.ˈwur.ðe θiːn ˈwi.lːɑ on ˈeor.ðan swɑː on ˈheo.vo.num/                   | Worth (manifest) thy will, on earth as also in heaven.                                  |
| [5]  | Ūre ġedæġhwāmlīcan hlāf syle ūs tō dæġ,                       | /ˈuː.re je.ˈdæj.ʍɑːm.ˌliː.kɑn l̥ɑːf ˈsy.le ˈuːs toː.ˈdæj/                    | Our daily loaf do sell (give) to us today,                                              |
| [6]  | and forġyf ūs ūre gyltas, swā swā wē forġyfað ūrum gyltendum. | /ɑnd for.ˈjyf uːs ˈuː.re ɡyl.ˈtɑs swɑː weː for.ˈjy.fɑθ uː.rum ɡyl.ˈten.dum/ | And forgive us our guilts as also we forgive our guilters                               |
| [7]  | And ne ġelǣd þū ūs on costnunge, ac ālȳs ūs of yfele.         | /ɑnd ne je.læːd θuː uːs on kost.ˈnuŋ.ɡe ɑk ɑː.ˈlyːs uːs of y.ˈve.le/        | And do not lead thou us into temptation, but alese (release/deliver) us of (from) evil. |
| [8]  | Sōþlīċe.                                                      | /ˈsoːð.liː.t͡ʃe/                                                             | Soothly (Truly).                                                                        |